# Leppikoski kraftverksdamm
Leppikoski kraftverksdamm är ett vattenmagasin i Kiehimänjoki i kommunen Paldamo i landskapet Kajanaland i Finland. Arean är 38 hektar och strandlinjen är 2,95 kilometer lång. Sjön  ingår i Uleälvens huvudavrinningsområde.   Den ligger omkring 26 kilometer norr om Kajana och omkring 500 kilometer norr om Helsingfors. 